# Sergio Ruiz
Sergio Ruiz (El Astillero, 1994. december 16. –) spanyol labdarúgó, a Granada középpályása.

## Pályafutása
Ruiz a spanyolországi El Astilleroban született. Az ifjúsági pályafutását az Arenas de Trajanas és az Atlético Perines csapataiban kezdte, majd a Laredo akadémiájánál folytatta.
2013-ban mutatkozott be a Pontejos negyedosztályban szereplő felnőtt csapatában. 2014-ben átigazolt a Atlético Albericiahoz. 2015-ben a Racing Santander tartalékcsapatához szerződött, majd 2016-ban feljutott az első csapatba is, ahol 2020-ig összesen 127 mérkőzésen nyolc gólt ért el.
2020. július 20-án az újonnan alakult, amerikai Charlotte együtteséhez igazolt. Szeptember 3-án másféléves kölcsönszerződést kötött a Las Palmas csapatával. Először a 2022. március 6-ai, LA Galaxy ellen 1–0-ra elvesztett mérkőzés 82. percében, Brandt Bronicot váltva lépett pályára. Első gólját 2022. július 10-én, a Nashville ellen hazai pályán 4–1-re megnyert találkozón szerezte meg. 2022. augusztus 9-én visszatért Spanyolországba, és a Granadánál folytatta pályafutását. 2022. augusztus 14-én, a Ibiza ellen 2–0-ra megnyert bajnoki 67. percében, Njegoš Petrović cseréjeként debütált.

## Statisztikák
2023. május 27. szerint
| Klub       | Szezon   | Osztály          | Bajnokság | Bajnokság | Kupa  | Kupa | Nemzetközi | Nemzetközi | Összesen | Összesen |
| Klub       | Szezon   | Osztály          | Meccs     | Gól       | Meccs | Gól  | Meccs      | Gól        | Meccs    | Gól      |
| ---------- | -------- | ---------------- | --------- | --------- | ----- | ---- | ---------- | ---------- | -------- | -------- |
| Las Palmas | 2020–21  | Segunda División | 37        | 5         | 0     | 0    | 0          | 0          | 37       | 5        |
| Las Palmas | 2021–22  | Segunda División | 6         | 0         | 0     | 0    | 0          | 0          | 6        | 0        |
| Las Palmas | Összesen | Összesen         | 43        | 5         | 0     | 0    | 0          | 0          | 43       | 5        |
| Charlotte  | 2022     | MLS              | 18        | 1         | 1     | 0    | —          | —          | 19       | 1        |
| Granada    | 2022–23  | Segunda División | 19        | 1         | 1     | 0    | 0          | 0          | 20       | 1        |
| Összesen   | Összesen | Összesen         | 80        | 7         | 2     | 0    | 0          | 0          | 82       | 7        |

## Sikerei, díjai
Granada
- Segunda División
  - Feljutó (1): 2022–23